# Best Instrumentals
Best Instrumentals é uma coletânea musical lançada em março de 1998 pela banda americana Santana. Uma outra coletânea, chamada de The Best of Santana Vol. 2 foi lançada em 28 de setembro de 1999.

## Faixas
1. "Samba Pa Ti"
2. "Europa (Earth's Cry Heaven's Smile)"
3. "I Love You Much Too Much"
4. "Aqua Marine"
5. "Bella"
6. "Flor d'Luna (Moonflower)"
7. "Life Is a Lady/Holiday"
8. "Full Moon"
9. "Song of the Wind"
10. "Tales of Kilimanjaro"
11. "Love Is You"
12. "Guru's Song"
13. "Treat"
14. "Blues for Salvador"
15. "Soul Sacrifice"

### Vol. 2
1. "Touchdown Raiders"
2. "Verão Vermelho"
3. "Revelations"
4. "Runnin'"
5. "Primera Invasion"
6. "Hannibal"
7. "Samba de Sausalito"
8. "Free Angela"
9. "Oye Como Va"
10. "Singin Winds, Crying Beasts"
11. "Jingo"
12. "Toussaint L'Overture"
13. "Batuka"
14. "Jungle Strut"